# Stathelle

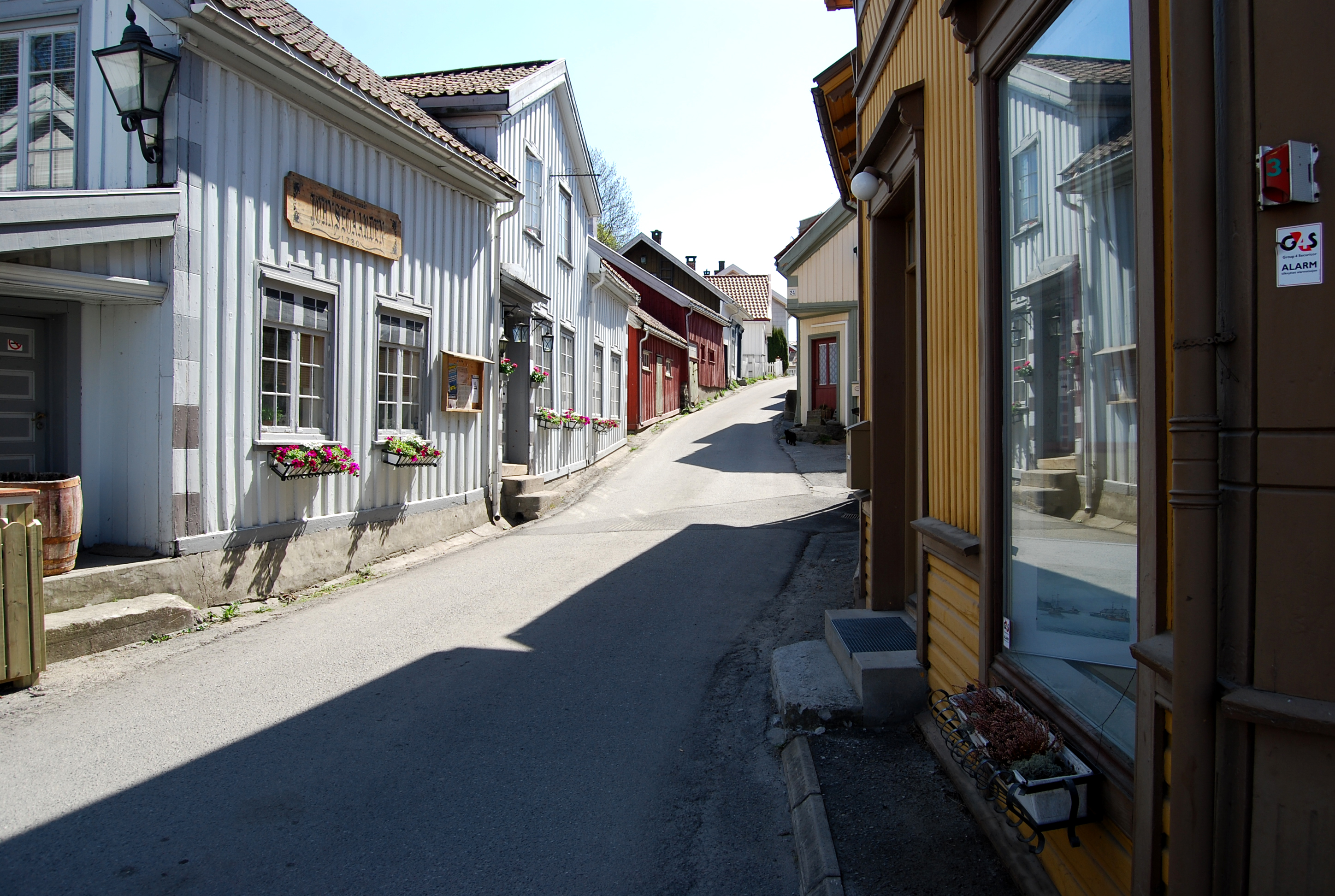
Strandgata in Stathelle

Stathelleⓘ ist eine Stadt in Norwegen in der Provinz Telemark. Sie ist Teil des Tettsted Porsgrunn/Skien, das die Orte Brevik, Langesund, Porsgrunn, Skien und Stathelle umfasst. Stathelle und Langesund gehören der Gemeinde Bamble an. Diese macht mit einer Fläche von 6,27 km² und 10.134 Einwohnern 10,8 Prozent der Metropolregion aus (Stand 2021).

## Geografie
Stathelle befindet sich im Osten der Gemeinde Bamle auf der Langesundhalbinsel, wo Frierfjorden und Langesundsfjorden aufeinandertreffen. Die Stadt liegt am Westufer, südlich von Brevik, das nur durch die Fjorde von Stathelle getrennt ist. Im Süden grenzt Stathelle an Langesund. Im Westen befindet sich der See Stokkevatnet. Im Norden und Osten grenzt Stathelle an die Nachbargemeinde Porsgrunn.

## Geschichte
Stathelle wuchs durch eine Fährverbindung mit Brevik zu einem Verkehrs- und Handelsort heran. Um 1650 ist eine königliche Bewilligung für den Fährbetrieb mit Kjellestad belegt. 1774 erhielt der Ort den Status einer Ladested unter der Leitung von Skien. Das berechtigte Stathelle im begrenzten Umfang Handel zu betreiben. Besonders die Familie Blehr prägte das Leben der Stadt. Sie war ansässig in Kjellestad und war im Besitz der Exklusivrechte für den Fährbetrieb nach Brevik. Darüber hinaus hatte sie die Erlaubnis für den Betrieb der Postmeisterei mit Gästehaus und Stallungen für den Transport nach Langesund. Auf Åsen betrieben sie eine Reederei und ein Sägewerk, eine Werft auf Krana und sie wurden zu einem großen Holzexporteur. Zusammen mit Brevik wurde Stathelle zu einem der wichtigsten Exporthäfen für Holz. Zwischen 1830 und 1840 expandierte die Stadt. 1837 erhielt Stathelle die Rechte einer Stadtgemeinde und die Altstadt Gamle Stathelle erhielt sein prägendes Aussehen im Empirestil.
Nach einem Brand am Fähranleger verlegte man die Fähre 1886 in den Norden nach Mølle. Mit dem Bau einer neuen Straße nach Westen zog die Posthalterei ebenfalls nach Mølle und Neubauten der Bamble Sparebank und Samlaget siedelten sich dort an. Das Stadtzentrum geriet ins Abseits, was dazu führte, dass Herbergen und Gaststätten ebenfalls aus dem Zentrum verschwanden. Im 19. Jahrhundert hatte Stathelle ein Zollhaus, dieses wurde jedoch nach Brevik verlegt. 1904 wurde das alte Sägewerk auf Åsen durch ein neues ersetzt und der Holzhandel florierte während des 1. Weltkriegs. Zwischenzeitlich arbeiteten 1920 113 Beschäftigte im Werk. Jedoch verebbte die Nachfrage nach Kriegsende und der Betrieb meldete 1923 Konkurs an.
1964 wurde Stathelle mit Bamble und Langesund zur neuen Gemeinde Bamble vereinigt. Zu diesem Zeitpunkt hatte Stathelle 724 Einwohner.
Seit dem Jahr 2000 gehören Langesund und Stathelle dem Tettsted Porsgrunn/Skien an.

## Politik
Erster Bürgermeister der Stadt war Albert Blehr.
Stathelles Stadtwappen war ein gelbes Steuerrad auf blauem Grund. Das Stadtwappen wurde mit der Vereinigung zur neuen Gemeinde Bamble fortan als Gemeindewappen genutzt.
1907 war der siamesische König Chulalongkorn auf seiner Europareise in Stathelle zu Besuch.

## Kultur und Sehenswürdigkeiten

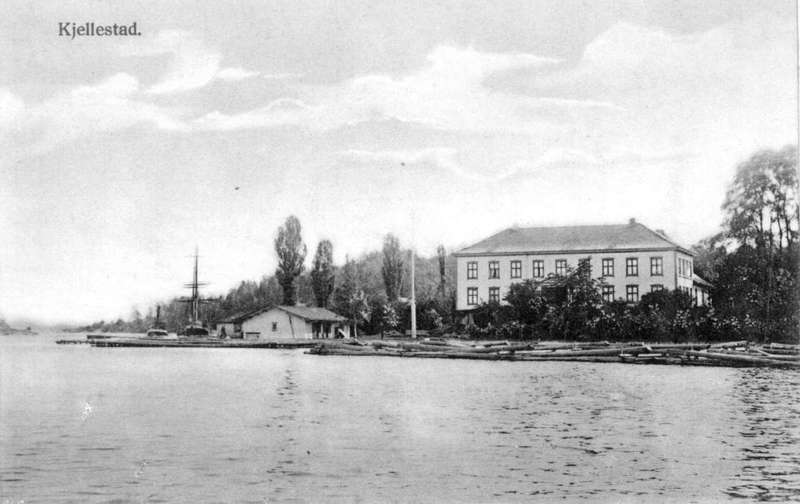
Kjellestad gård

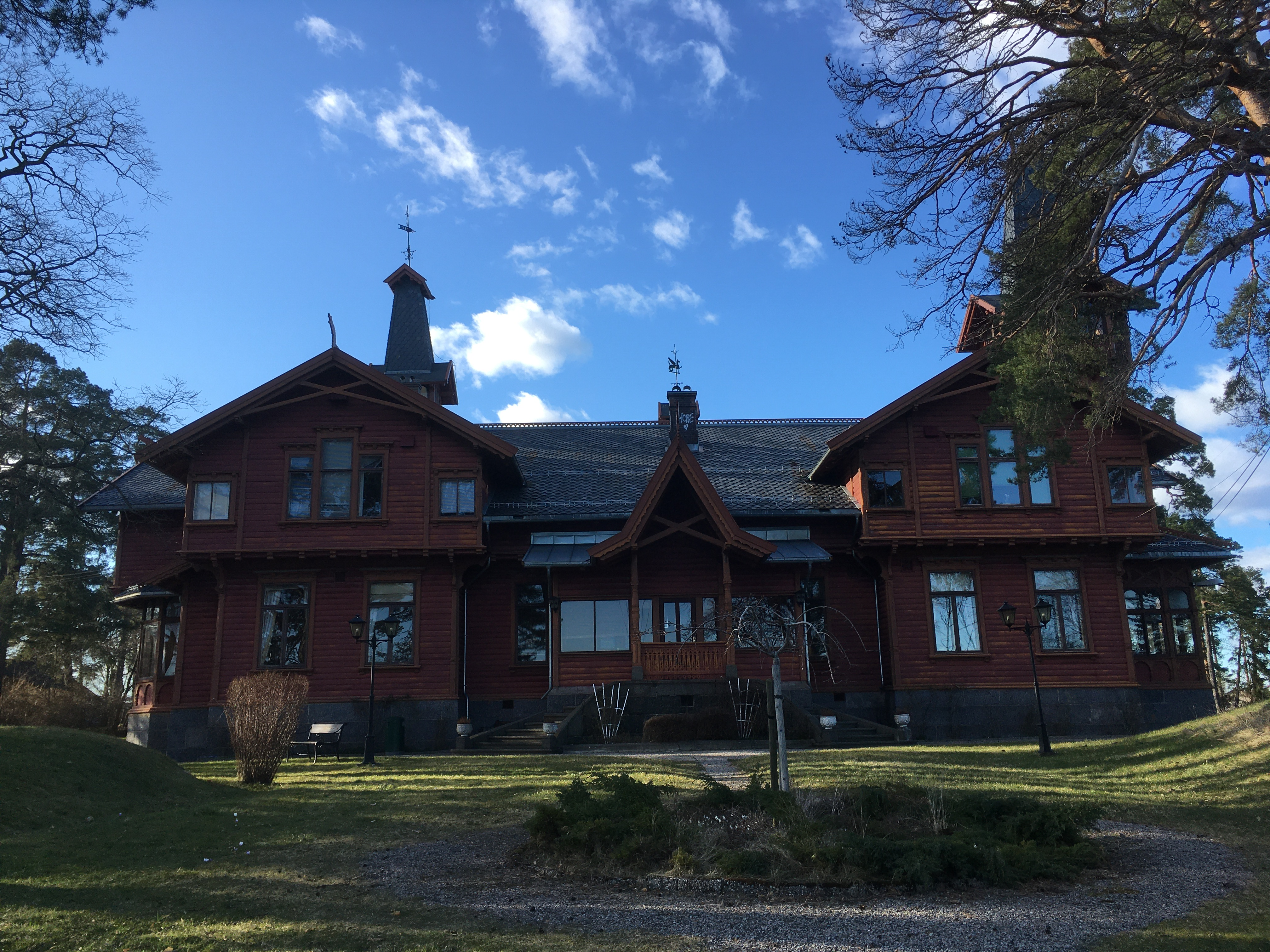
Croftholmen

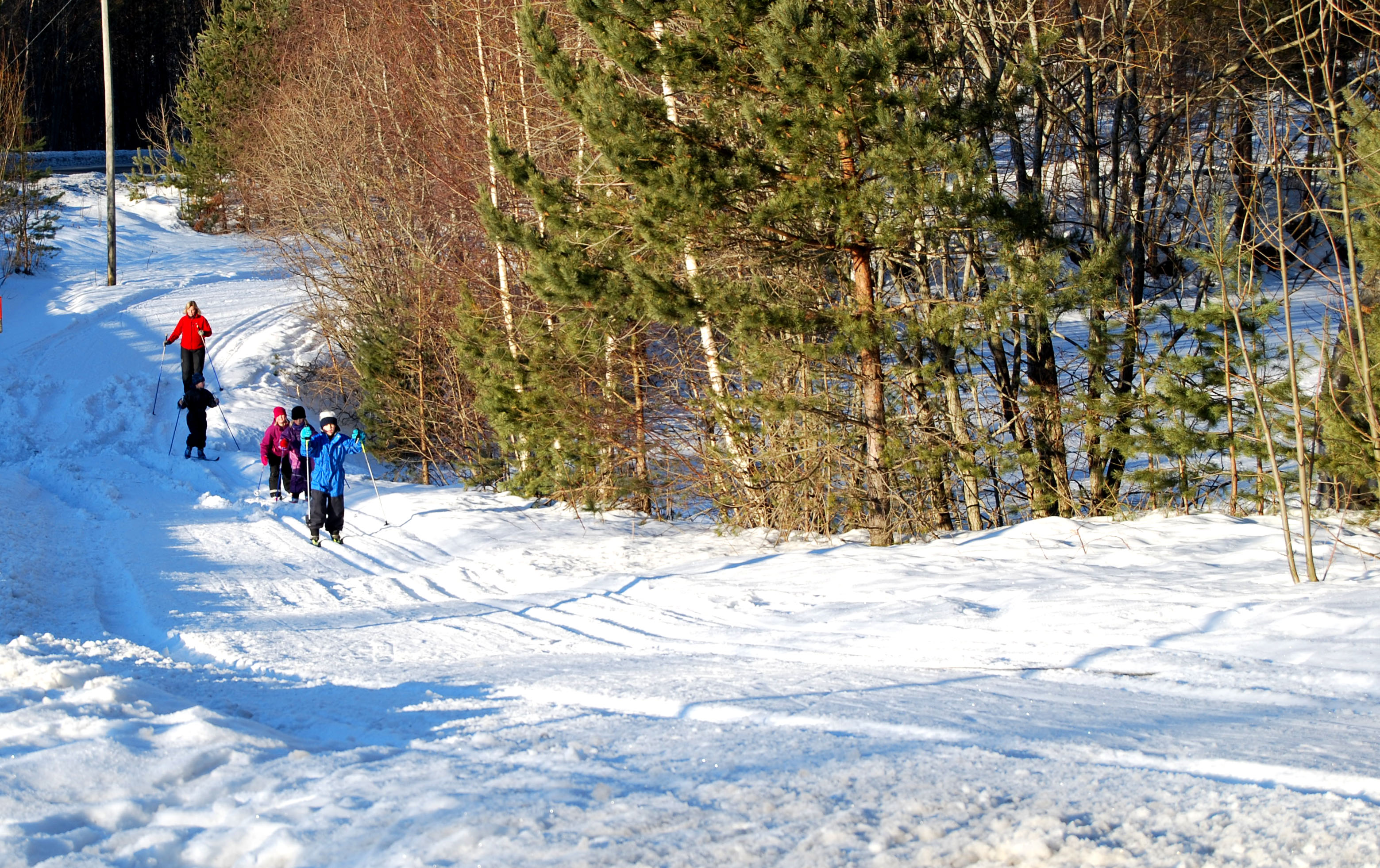
Loipe

### Bauwerke
Kjellestad gård lag ursprünglich auf der vorgelagerten Insel Gjermundsholmen. Das Anwesen gehörte der Familie Blehr seit dem frühen 18. Jahrhundert. Es blieb über mehrere Generationen in der Familie, bevor es 1870 an den Holzhändler Christopher Henrik Holfeldt Tostrup aus Christiania verkauft wurde. Das letzte Hauptgebäude wurde 1839 erbaut. Es fiel einem Brand im März 1918 zum Opfer. Zum Anwesen gehörte eine Brennerei mit einem großen Obstgarten und einem Treibhaus. Das Lusthaus, ein Pavillon mit pyramidenförmigen Dach und Veranda, befindet sich heute im Brekkepark in Skien und wird dort vom Telemark Museum verwaltet. Der noch erhaltene Springbrunnen ziert den Park in Krana.
Croftholmen auf Gjermundsholmen ist eine große Villa im Drachenstil. Sie wurde vom Engländer Fredric Croft in Auftrag gegeben und 1895 fertiggestellt. Architekt war Halldor Larsen Børve, der auch das Dalen Hotel entwarf. Heute gehört das Anwesen zur Berufsschule Croftholmen videregående skole.

### Parks
In Krana, an der Promenade der Marina, befindet sich ein Park, der 1954 angelegt wurde. Der Springbrunnen ist aus dem Anwesen Kjellestad gård erhalten, die Fontäne war damals jedoch prächtiger. Darüber hinaus befindet sich eine Skulptur von Odd Hilt mit dem Titel Fortuna med overflødighetshornet im Park und ein Bautastein erinnert an gefallene Seefahrer im Ersten Weltkrieg.

### Sport
Stathelle og Omegn Idrettslag ist ein Sportverein in Stathelle. Er betreibt unter anderem Fußball-, Ski- und Fahrradsport. Das Heimstadion ist das Bunes Stadion, neben dem sich auch eine beleuchtete Langlaufloipe befindet. Darüber hinaus gibt es mehrere Bolzplätze in der Stadt. Ein Fitnesscenter ist im Einkaufszentrum ALTI Brotorvet untergebracht.

## Wirtschaft und Infrastruktur

### Verkehr

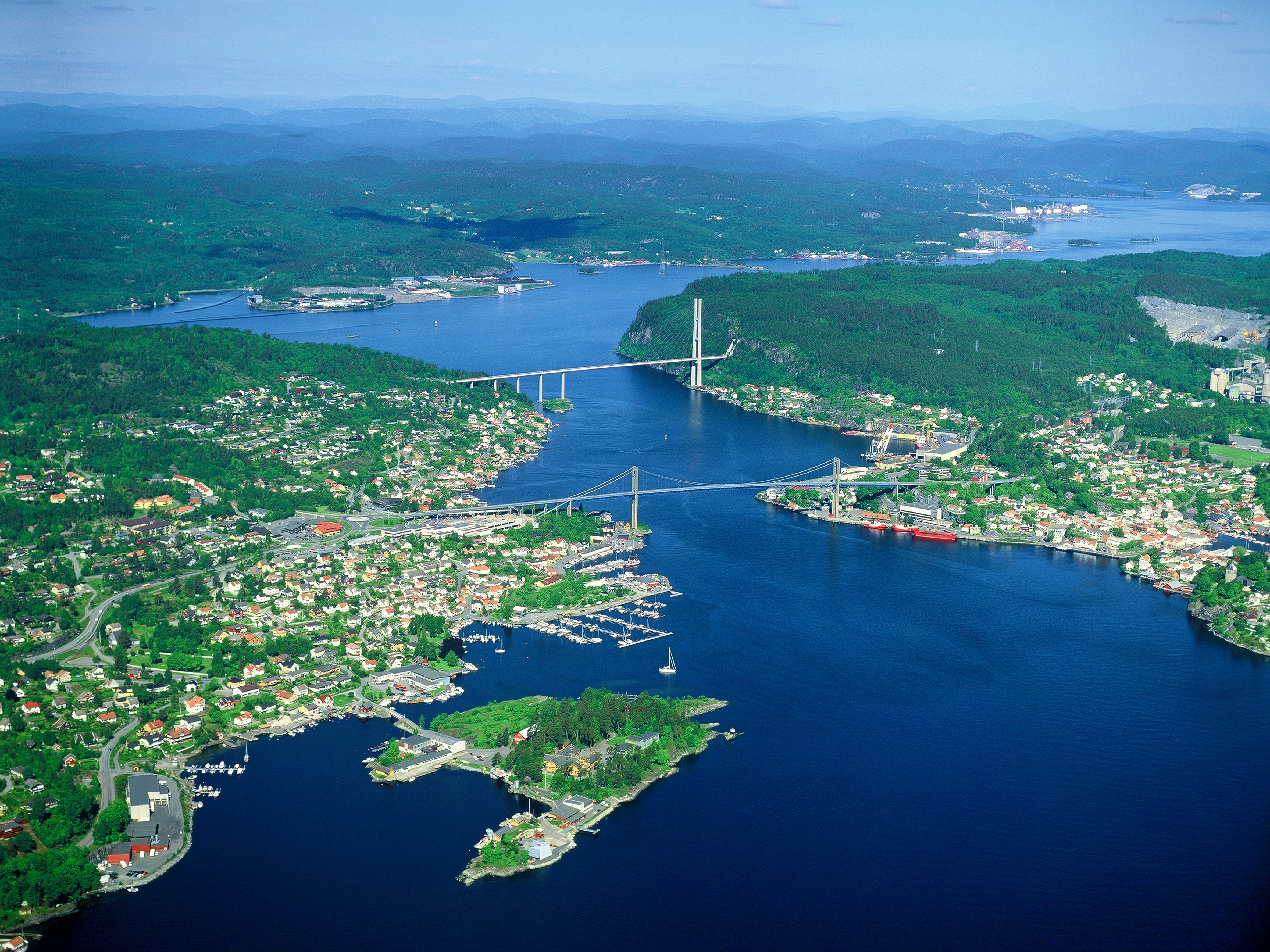
Ausblick über den Frierfjord, Stathelle liegt am linken Ufer, Brevik am Rechten. Im Vordergrund ist die Marina und die Brevikbrücke zu sehen, hinten die Grenlandsbrücke.

Nachdem der Fährverkehr zunahm und die Autofähren zu klein für das hohe Verkehrsaufkommen waren, wurde die Brevikbrücke 1962 eingeweiht. Sie war Teil der E18. Mit dem Bau der Grenlandsbrücke 1996 verlegte man die E18 weiter westlich und sie führt heute an Stathelle vorbei. Dabei bildet sie einen wichtigen Anschlusspunkt für den Verkehr nach Porsgrunn und Oslo Richtung Nordosten sowie für den Verkehr nach Südwesten Richtung Bamble und Kristiansand. Heute ist die Brevikbrücke Teil des Fylkeswegs 354, der eine Zubringerstraße zur Autobahn ist. Die Straßen Fv 352 und Fv 3350 führen beide nach Langesund im Süden. In Åsen befindet sich ein großer Yachthafen, der zentral in der Grenlandsregion liegt.

### Ansässige Unternehmen
Die familiengeführte Werft Hansen & Arntzen Co, 1920 gegründet, ist ansässig in Stathelle. Sie ist auf Reparationen und Restaurierungen spezialisiert und hat unter anderem am Boot DS Turisten und der KS Norge gearbeitet.
Die Werkstatt Ekstrand verksted wurde 1928 gegründet und ist unter anderem in der Offshore- und Schiffsindustrie tätig.
In Stathelle hat sich eines der größten Kühlwerke in Norwegen angesiedelt. Dort werden Fleisch und Eiswaren in den ehemaligen Kalkgruben gelagert.
Außerdem befindet sich ein Einkaufszentrum in der Stadt, das ALTI Brotorvet. Dort sind über 65 Läden ansässig. Es gibt eine Apotheke, mehrere Cafés und Restaurants, sowie Sportmöglichkeiten.

### Bildung
In Stathelle gibt es mehrere Kindergärten. Die große Grundschule befindet sich im Stadtteil Eiksrønningen. In Grasmyr gibt es zwei weiterführende Schulen: die Grasmyr ungdomsskole und die Bamble videregående skole. Auf Gjermundsholmen nahe dem Zentrum von Stathelle liegt die Berufsschule Croftholmen videregående skole. Die Bamble Bibliothek und das Literaturhaus sind im Westen, im Stadtteil Krabberødstranda, angesiedelt.

## Persönlichkeiten

### Söhne und Töchter der Stadt
- Bent Blehr, Politiker und Geschäftsmann (1770–1828)
- Einar Eilertsen, Maler (1932–2000)
- Ella Gjømle Berg, Skilangläuferin (* 1979)
- Turid Thomassen, Politikerin (* 1965)

### Persönlichkeiten, die vor Ort gewirkt haben
- Gunnar Sem, Autor (1932–2021)